# Octógono
Em geometria, o octógono é um polígono com oito lados (e portanto oito ângulos internos, oito vértices e oito ângulos externos).

## Octógono regular
Um octógono regular tem todos os lados de mesmo tamanho e todos os ângulos com a mesma medida.

## Construção de um octógono regular com régua e compasso

A animação mostra a construção de um octógono regular com régua e compasso

## Área de um octógono regular
A área de um octógono regular de lado 'a' é
{\displaystyle A=2a^{2}\cot {\frac {\pi }{8}}=2a^{2}({\sqrt {2}}+1)\simeq 4.82843a^{2}.}

Sabendo o comprimento 'm' do apótema, e considerando o octógono composto por 8 triângulos isósceles, podemos recorrer a uma fórmula mais simples
{\displaystyle A=8\times ({\frac {a\times m}{2}}).}

## Medida dos ângulos internos
{\displaystyle ai={\frac {(8-\ 2).\ 180}{8}}}
Logo:
{\displaystyle ai={\frac {6.\ 180}{8}}}
Então:
{\displaystyle ai={\frac {1080}{8}}=135}
Daí conclui-se que a medida do ângulo interno de um octógono regular é 135.

## Soma dos ângulos internos
{\displaystyle (n-\ 2).\ 180\rightarrow (8-\ 2).\ 180=\ 6.\ 180=\ 1080}
Daí conclui-se que a soma dos ângulos internos de um octógono regular é 1080.

## Medidas dos ângulos externos
{\displaystyle ae={\frac {Se}{n}}}
Logo:
{\displaystyle ae={\frac {360}{8}}=45}
Daí conclui-se que a medida do ângulo externo de um octógono regular é 45.

## Medida do ângulo central
{\displaystyle ac={\frac {360}{n}}}
Então:
{\displaystyle ac={\frac {360}{8}}=45}
Assim, conclui-se que a medida do ângulo central de um octógono regular é 45.

## Número de diagonais
{\displaystyle d={\frac {n.\ (n-\ 3)}{2}}}
Então:
{\displaystyle d={\frac {8.\ (8-\ 3)}{2}}}
Logo:
{\displaystyle d={\frac {8.\ 5}{2}}}
Então:
{\displaystyle d={\frac {40}{2}}=20}
Então, conclui-se que o número de diagonais de um octógono regular é 20.